# The Ape and the Child
The Ape and the Child war der Titel einer Studie von Winthrop Kellogg und auch der Titel eines Buches über diese Studie.
Das Experiment wurde im Jahr 1931 gestartet. Kellogg zog seinen (bei Beginn des Experiments zehn Monate alten) Sohn Donald zusammen mit der (bei Beginn des Experiments sieben Monate alten) Schimpansin Gua auf, um herauszufinden, inwiefern der Unterschied zwischen Mensch und Affen durch die Natur und inwiefern er durch die Kultur bedingt sei.
Donald und Gua wurden exakt gleich behandelt. Beide wurden gleich gekleidet, beiden wurde beigebracht, aufs Töpfchen zu gehen und mit einem Löffel zu essen. Gua zeigte erstaunliche Anpassungen an ihre menschliche Umwelt. Sie entwickelte sich anfangs schneller als Donald, gehorchte ihren „Eltern“ besser und war Donald bei Tests der kognitiven Fertigkeiten überlegen (beispielsweise erkannte sie schneller als dieser, dass sie einen Stuhl brauchte, um an eine von der Decke baumelnde Banane zu kommen). In einem jedoch übertraf Donald Gua: Er war der bessere Imitator. Gua war die Anführerin, entdeckte Spielzeug und Spiele, Donald ahmte sie nach. Dies galt auch im Bereich der Sprache: Donald lernte, Guas Futterruf nachzumachen. Im Alter von 19 Monaten beherrschte Donald nur drei menschliche Wörter. Ein Durchschnittskind hingegen beginnt in diesem Alter schon, Sätze zu bilden. Zu diesem Zeitpunkt wurde das Experiment abgebrochen und Gua zurück in den Zoo geschickt. 
Donald begann ein normales menschliches Verhalten anzunehmen und wurde ein normaler Mann. Später ging er nach Harvard und studierte dort Medizin. Wenige Monate nach dem Tod seiner Eltern im Jahr 1972 nahm er sich das Leben. Der Psychologe Ludy T. Benjamin, der sich mit Kelloggs Experiment beschäftigte, vermutet, dass Donald Kellogg depressiv gewesen sei, weil sein Vater von ihm absolute Perfektion erwartet habe.

## Buchausgabe
- W. M. Kellogg: The Ape and the Child. A Study of Environmental Influence Upon Early Behavior, Hafner, 1967